# Dahr Safra
Dahr Safra (arab. ضهر صفرا) – miejscowość w Syrii, w muhafazie Tartus. W 2004 roku liczyła 1019 mieszkańców.